# Pedexumbo
Pedexumbo é uma associação portuguesa sem fins lucrativos criada em 1998, que centra a sua atividade na recuperação e promoção da dança e música de inspiração tradicionais.
Surgiu a partir da vontade de um núcleo de jovens interessados em renovar as tradições e as formas de contacto social dos povos. Depressa o entusiasmo se estendeu por um universo surpreendente de pessoas de todos géneros socioeconómicos e em poucos anos o maior evento se tornaria num festival de referência a nível internacional, o festival Andanças.

## Características

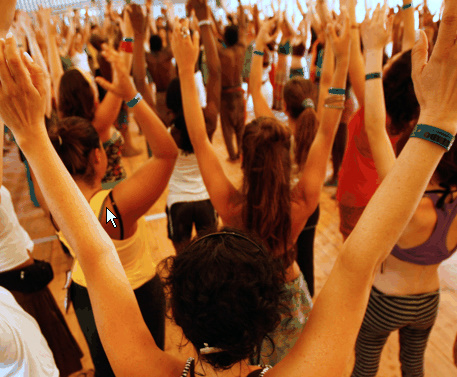
Oficina de dança

Hoje é uma organização aberta com uma estrutura profissional permanente, sediada em Évora. A PédeXumbo tem realizado actividades por todo o Portugal continental em colaboração com outras organizações e instituições públicas. Ao longo dos vários anos de actividade marcou já uma viragem na influência das raízes tradicionais na música das novas gerações com o surgimento de inúmeros conjuntos musicais influenciados pelos eventos, publicações de literatura, álbuns áudio, documentários, etc. vocacionados para o baile sincronizado ou baile tradicional europeu.
Propõe-se reavivar hábitos sociais de viver a música retomando a prática do baile popular através de múltiplas abordagens às danças de raiz tradicional. Sendo a única associação com estrutura profissional em Portugal a trabalhar no campo das danças populares de um modo criativo e inovador, tem conseguido ao longo da sua existência cativar novos públicos, promover novos e interessantes grupos de baile, incentivar o conhecimento do cancioneiro português para baile.

### Objectivos principais
- Recuperar as tradições (musicais e coreográficas) fundindo-a com elementos contemporâneos;
- Promover a música e a dança populares enquanto meios privilegiados de aprendizagem e intercâmbio entre gerações, saberes e culturas;
- Cativar novos públicos;
- Incentivar o conhecimento do cancioneiro português para baile;
- Organizar eventos que contextualizem as danças tradicionais nos seus ambientes próprios.

A PX é membro do Conselho de Cooperação da Monte - ACE, Agrupamento para o Desenvolvimento do Alentejo Central e membro da Anna Lindh Fundação Euro Mediterrânica para o Diálogo entre Culturas.

## Eventos
Organizadora dos festivais Andanças - Barragem de Póvoa e Meadas, Castelo de Vide; Entrudanças - Entradas, Castro Verde; Planície Mediterrânica - Castro Verde e de outras atividades de divulgação, discussão e recriação de cultura tradicional.
Atualmente junto à sua sede encontra-se o Espaço Celeiros, em Évora. Para além de ponto de encontro de pessoas e projetos é um espaço de cultura onde ensaiam músicos, germinam danças dos 8 aos 80, fervem debates, soam concertos e bailes, aprende-se canto.
Aqui se guardavam as sementes dos cereais há uns anos atrás. Agora, germinam sementes para novas músicas e danças.
O Sector Pedagógico tem vindo a realizar atividades de ensino e divulgação junto das camadas mais jovens das populações conseguindo atualmente abranger a maioria das escolas básicas do conselho de Évora.
O Andanças e o Entrudanças são, desde há alguns anos, os encontros mais alargados da PédeXumbo. Acontecem apenas uma vez por ano e servem para concentrar aprendizagens e experiências conseguidas no âmbito das demais atividades; neste momento servem também como ponto de encontro para muitos participantes e músicos vários continentes.

## Criação artística e Renovação de tradições
Outro dos projectos de destaque da Pédexumbo são Os tamborileiros. O tamborileiro, um tocador que maneja a flauta e o tambor ao mesmo tempo, costumava encontrar-se pelas romarias. Está em extinção em Portugal. A Associação tem revitalizado a arte do tamborileiro no Alentejo, estimulando os tocadores, com a ajuda das instituições locais, a também encontrar sustento financeiro nos eventos da região.
O preservar da herança cultural de Portugal é importante para a Pédexumbo.
Empurrão decisivo para a contribuição para a criatividade é da Residência de Músicos ao Aqui há Baile e ao Tocar de Ouvido onde muitos músicos e professores de danças vão beber informação, buscar e propor inspiração. Um espaço de encontro de gerações e passagem de conhecimentos dos tocadores mais velhos para os mais novos. Durante os três dias o evento chama também o público geral para conversas, apresentações dos instrumentos e, claro, bailes.
- Aulas de Construção de instrumentos

Numa primeira fase: Palhetas, flautas e ocarinas. Numa segunda fase, instrumentos mais elaborados, tais como violas campaniças, gaitas de foles e os cavaquinhos.
- Aprender a tocar instrumentos

Acordeão, pandeireta, gaita de foles, flautas, bandolim e outros instrumentos que serão construídos.